# Helikopterolyckan vid Bottensjön
Helikopterolyckan vid Bottensjön inträffade den 25 mars 2003, då en Agusta Bell 412 HP från första helikopterskvadronen vid Helikopterflottiljen havererade under en övning över Bottensjön nära Karlsborg, Karlsborgs kommun.
En besättningsmedlem omkom och två skadades lindrigt då helikoptern under anflygning kolliderade med isen på sjön, som brast varvid helikoptern sjönk.

## Bakgrund
Helikoptern tillhörde vid tiden för olyckan första helikopterskvadronen i Boden, men var baserad på Karlsborgs flygplats med uppgift att genomföra ambulanstransporter vid eventuella olyckor under Arméns pågående slutövning 2003, "Våreld".
Under tiden för övningen hade flera drunkningstillbud rapporterats i media och under flygningar i övningsområdet hade flera människor observerats på de svaga vårisarna. Därför beslutades det att genomföra en räddningsövning med flygmetoden ”livräddning öppet vatten” (LÖV), som är en metod för att undsätta en nödställd från en helikopter som saknar vinsch och flottörer.

## Händelseförlopp
Under eftermiddagen den 25 mars genomförde helikoptern en flygning med avsikt att öva LÖV. Ombord fanns befälhavare, förare och två sjukvårdare, den ene yrkesofficer med militär sjukvårdsutbildning och den andre reservofficer med civil utbildning som ambulanssjuksköterska. Helikoptern var ambulansutrustad men saknade nödflottörer.
Efter att ha genomfört fyra LÖV-övningar under cirka 30 minuters flygtid i närheten av strandkanten vid Vättern flög besättningen till den närbelägna Kyrksjön och Bottensjön för ytterligare övningar. Efter åtta genomförda övningar beslutades att en sista övning skulle genomföras innan landning. Under inflygningen mot den fiktive nödställde var höger kabindörr öppen och den ene sjukvårdaren satt placerad gränsle över helikopterns högra landningsställ i färdriktningen, säkrad med en sele fäst till helikopterns innertak med en förankringsrem.
På cirka 20 meters höjd upptäckte besättningen plötsligt att helikoptern hade för hög sjunkhastighet och försöket att avbryta anflygningen genom att minska sjunkhastigheten misslyckades. Helikoptern slog i hög fart i isen, som brast. Helikoptern välte snabbt åt höger och hamnade upp och ner med nosen mot sjöbotten och bakkroppen mot isen. De besättningsmedlemmar som lyckades ta sig ut försökte att hjälpa den fastspände sjukvårdaren genom att hålla dennes huvud över vattenytan, men tvingades släppa efterhand som helikoptern sjönk allt djupare.
Ett civilt ögonvittne på land larmade SOS Alarm och de tre överlevande besättningsmedlemmarna transporterades med ambulans till sjukhuset i Skövde. ARCC hade samtidigt larmat räddningshelikoptrar från Säve och Karlsborg, vars bägge ytbärgare sökte efter den saknade besättningsmedlemmen utan att finna den. Kustbevakningens räddningsdykare hade begärts in och transporterades med polishelikopter från Göteborg. Man inledde dykningar klockan 16:25 och strax därefter lokaliserades och lyftes den saknade besättningsmedlemmen upp till en båt och fördes i land. Han flögs i civil ambulanshelikopter till Universitetssjukhuset i Linköping, men hans liv gick inte att rädda.

## Orsaker
Statens haverikommission fastslog i den efterföljande utredningen att flera misstag hade begåtts under övningen. Bland annat hade man inte använt helikopterns egna instrument för att bedöma höjd utan litat på riktmärken utanför helikoptern, bland annat en skogslinje mellan tre- och femhundra meter framför helikoptern. Missbedömningen gjorde att man under anflygningen hade för hög sjunkhastighet och slog i isen på sjön i hög fart. Dessutom fanns det brister i hanteringen av utrustningen ombord, vilket utredningen fastslog var en direkt bidragande orsak till att besättningsmedlemmen omkom.